# Luhe-Wildenau
Luhe-Wildenau é um município da Alemanha, no distrito de Neustadt an der Waldnaab, na região administrativa de Oberpfalz, estado de Baviera.